# Ring
Un ring, cuadrilátero, o lona, es un lugar donde se practican combates tales como boxeo, artes marciales mixtas y lucha libre. Está aproximadamente un metro elevado sobre el suelo.

## Ring de boxeo y de lucha libre

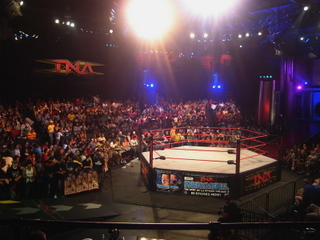
Ring de la TNA con 6 lados (hexalátero).

En boxeo tiene siempre 4 lados y esquinas. En la lucha libre, la AAA fue la primera empresa en usar un hexadrilátero o hexalátero, es decir, un ring de 6 lados y 6 esquinas. 
Por estos cuatro lados se conoce al ring de boxeo como cuadrilátero y debe reunir ciertos requisitos que difieren de las competiciones aficionadas con respecto a las profesionales.
Por lo general la longitud de cada lado debe ser de al menos 4,90 m y de 6,90 m de máximo. La altura del cuadrilátero con respecto al suelo debe ser de al menos 91 cm y como máximo de 1,22 m. Las cuerdas del ring pueden ser tres o cuatro, con 3 a 5 cm de diámetro.

## Estructuras adicionales en lucha libre
Hay combates en los que al ring se le añaden estructuras, o se usan las estructuras para reemplazar al ring. Normalmente tienen paredes de metal que puede usarse como armas legales. Suelen tener la misma forma de ganar que un combate normal, pero según en que combates (como Steel Cage) también se añade la salida de la estructura como victoria, pero en otros la salida de la estructura supone una descalificación.
Estos son Steel Cage, Hell in a Cell, Kennel from Hell, Punjabi Prison, Elimination Chamber, Six Sides of Steel y el Domo de la muerte.

## Origen del nombre

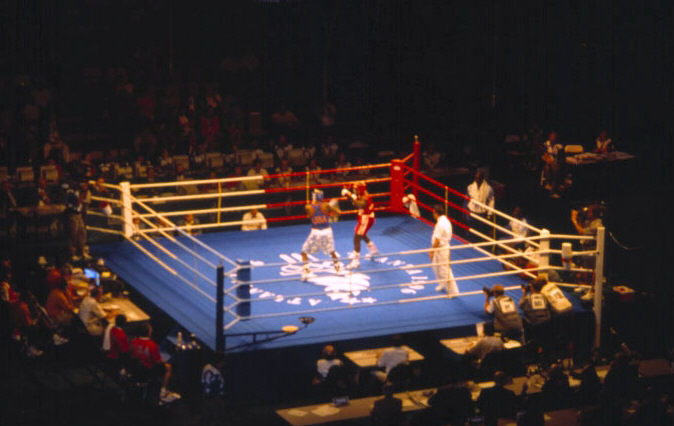
Combate de boxeo en los Juegos Olímpicos de Atlanta en 1996.

Originalmente los combates se desarrollaban en cualquier terreno plano, marcado con un anillo (en inglés, ring). Ya en 1743, siguiendo las reglas del boxeo, se especificaba que el círculo debería contener otro círculo menor en su interior, donde los contendientes se encontraban al comienzo de cada asalto o vuelta (en inglés, round).
El primer ring cuadrado fue introducido en Inglaterra, por la Pugilistic Society en 1838. Sus especificaciones eran de 7,3 m² (24 pies), y limitado con 2 cuerdas.